# Noguera Ribagorçana

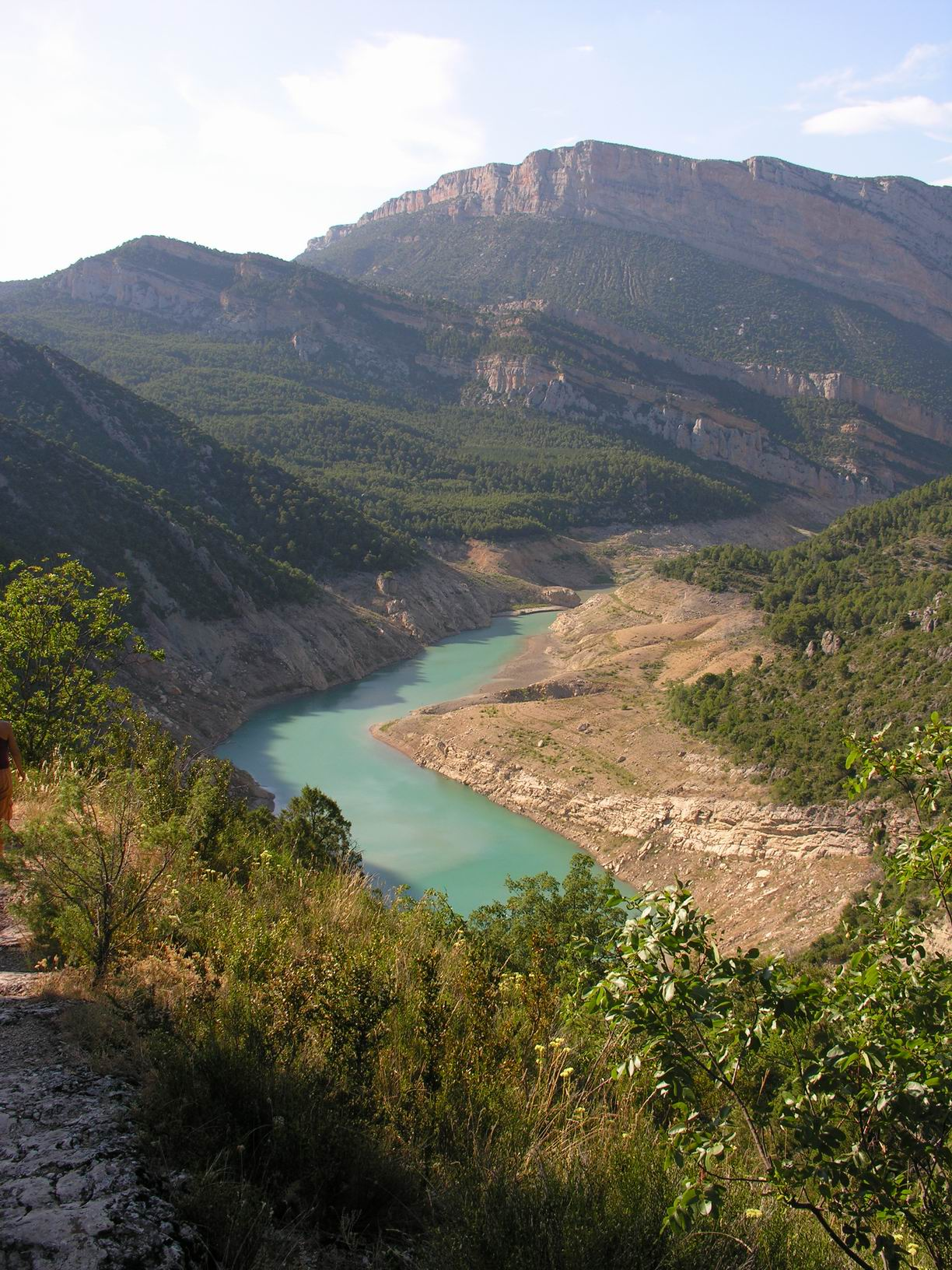
Noguera Ribagorçana nad přehradním jezerem Canelles

Noguera Ribagorçana je řeka ve Španělsku – Katalánsku a Aragonii a je hlavním pravým přítokem řeky Segre, která pak spolu s ní je hlavním a největším (levým) přítokem Ebre. Je tedy jednou z významných řek Pyrenejského poloostrova. Řeka má délku toku 133 km a povodí Noguery má plochu 2045,6 km2. Počátečních několik kilometrů teče ve žlebu východního úbočí hory Tuc de Molières 3010,8 m (příslušné k masivu Pico de Aneto) a teče nejprve pod místním názvem Barranc de Molières (ve stejnojmenném úžlabí) skrze soustavu 4 horských jezer ve směru západ východ a poté u ústí žlebu a u tunelu: Vielha - „Alfonse XII“ se stáčí k jihu což je poté konstantní směr celého toku: sever-jih.

## Pramen
Jako pramen Noguery Ribagorçany je udávána kóta 2450 m n. m. což je ale hladina nejvyššího z morénových jezer, asi stometrového Estany de Mulieres. Vlastní a skutečný vývěr pramene je však výše a 336 m severozápadně v poloze 2712. V mapových i hydrografických zdrojích chybí přesnější údaj a jednotlivé hodnoty se vzájemně odchylují, (což je i případ samotného vrcholu, jehož výška se různí od 3010,1 do 3013 m n. m.). Důvodem může být, že ve svahovém poli nad jezerem jsou ledovcová rezidua a může být obtížné určit (rozlišit) jednoznačně vývěr z podloží od tavných ledovcových pramenů.

## Tok
Jméno Noguera získává po soutoku s levobřežním přítokem říčky Barranc Redon ve výši 1577 m n. m. těsně pod ústím tunelu a kdy je tok ustálen v severojižním směru v úzkém údolí mezi masivy Aneto a Besiberri. Na toku Noguery bylo vybudováno několik přehradních jezer, ze kterých nejvyšší je 2 km dlouhé a půl kilometru široké Pantà de Bassero, pod kterým Noguera přibírá významný pravobřežní přítok Riu de Llauset, dále Pantà de Escales a větší Pantà de Canelles a Pantà de Santa Anna.

## Přítoky
- Barranc d'Aneto.
- Barranc de Coscó
- Barranc d'Escarlà
- Barranc d'Esperan
- Barranc d'Esplugafreda
- Barranc de Miralles
- Barranc de les Ortogues
- Barranc de Tresserra
- La Noguera de Tor
  - Riu de Sant Nicolau
    - Barranc d'Aigüissi
    - Estany del Bergús
    - Estany de Llebreta
    - Estany Llong (la Vall de Boí)|Estany Llong
    - Estany Redó

  - Barranquet de Remordí
- El Reguer
- Riu Guart
- Riu de Queixigar[1]
- Torrent d'Aulet[2] (Serra de Sis)
- La Valira de Castanesa
  - Barranc de Riueno
- La Valira de Cornudella, říčka pramenící na jižním svahu pohoří serra de Sis, pod horou pic d’ Amariedo.
  - Barranc d'Iscles

## Vodní stav
Průměrný průtok činí přibližně 27 m³/s v ústí do Segre. Nejvyšší vodnosti dosahuje na konci zimy.

## Využití
Voda se využívá k zavlažování a výrobě elektřiny.

## Galerie

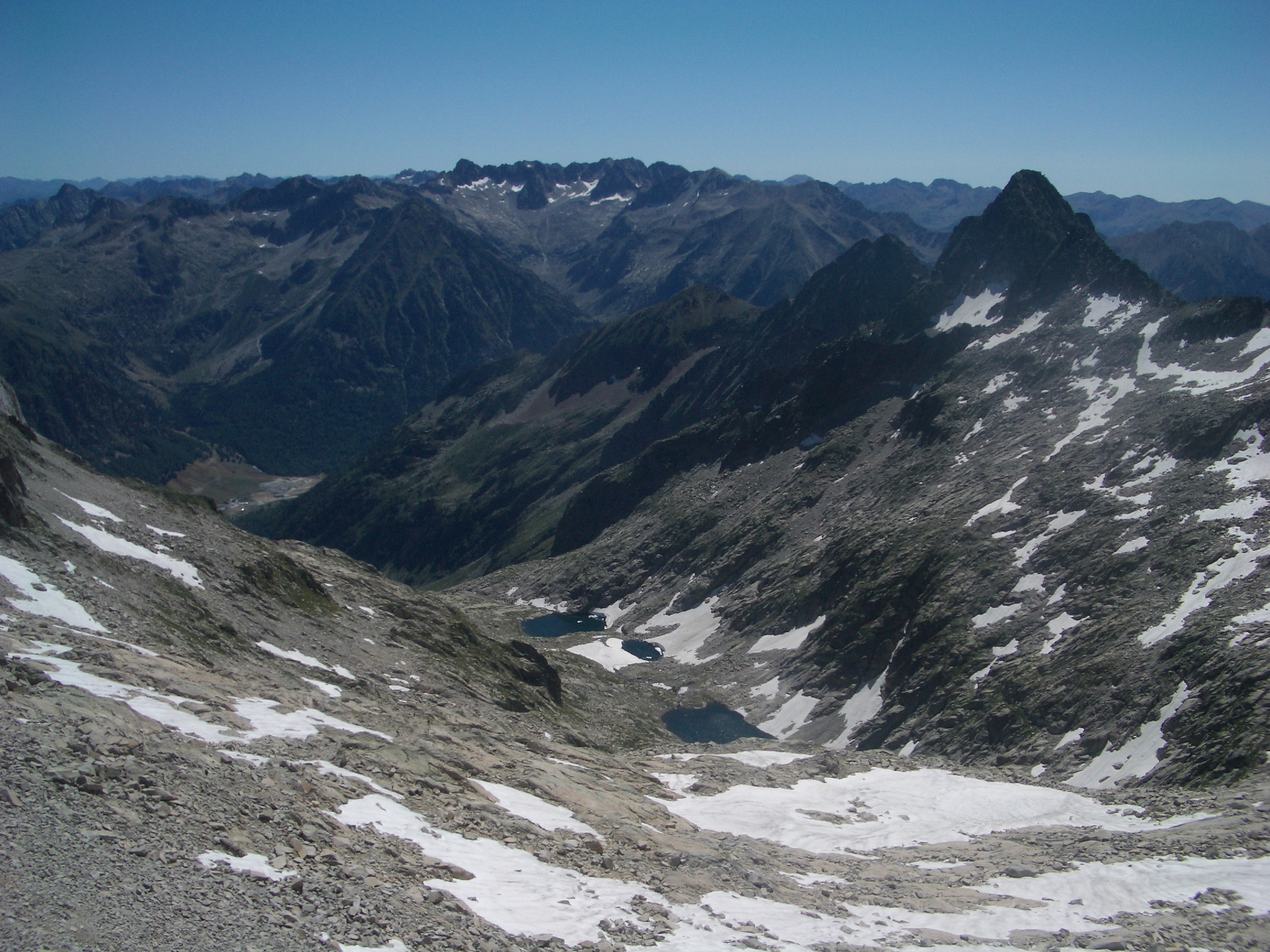
Pramenná jezera v La Vall de Molières
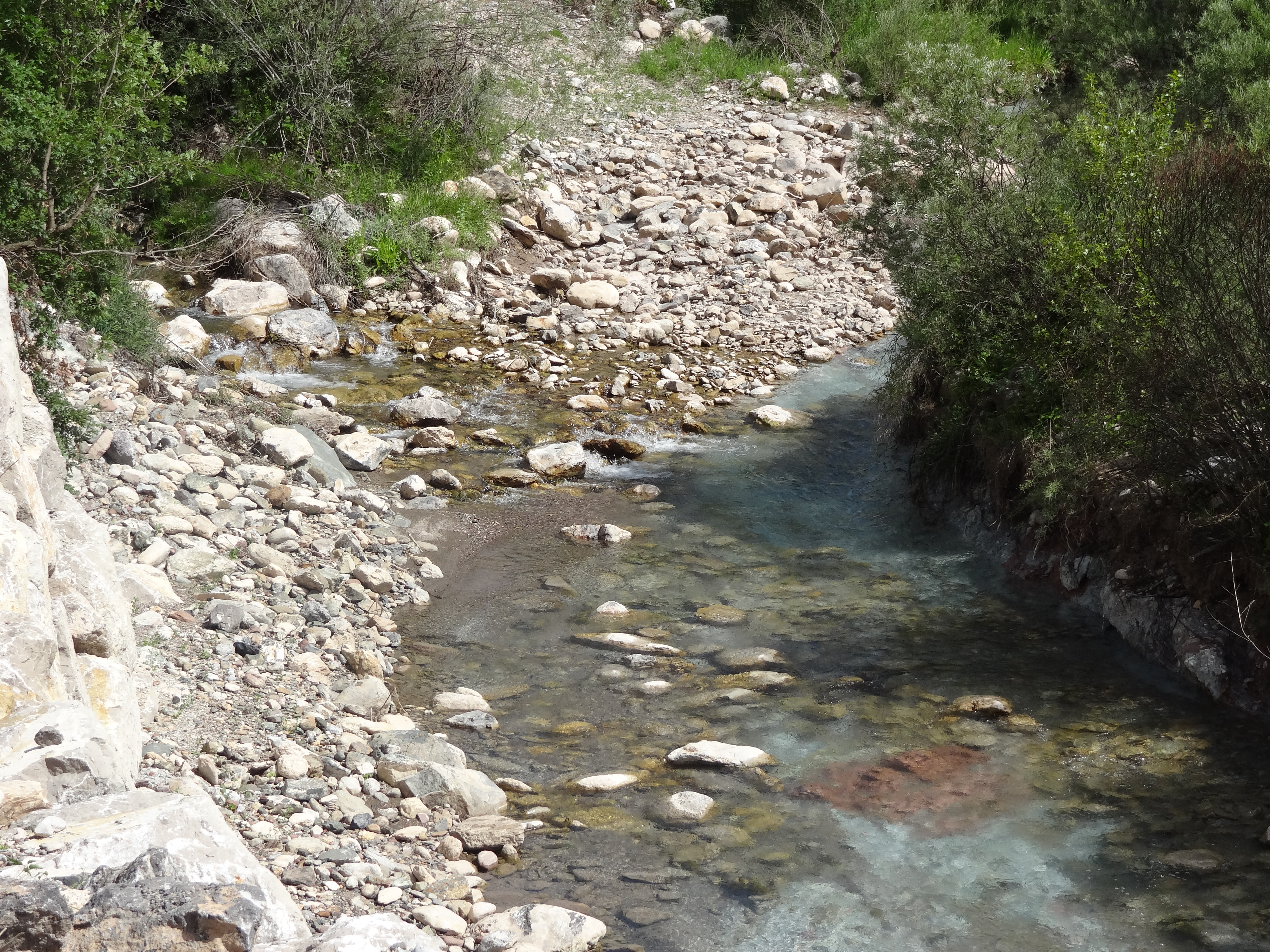
Horní tok - ve žlebu Molières
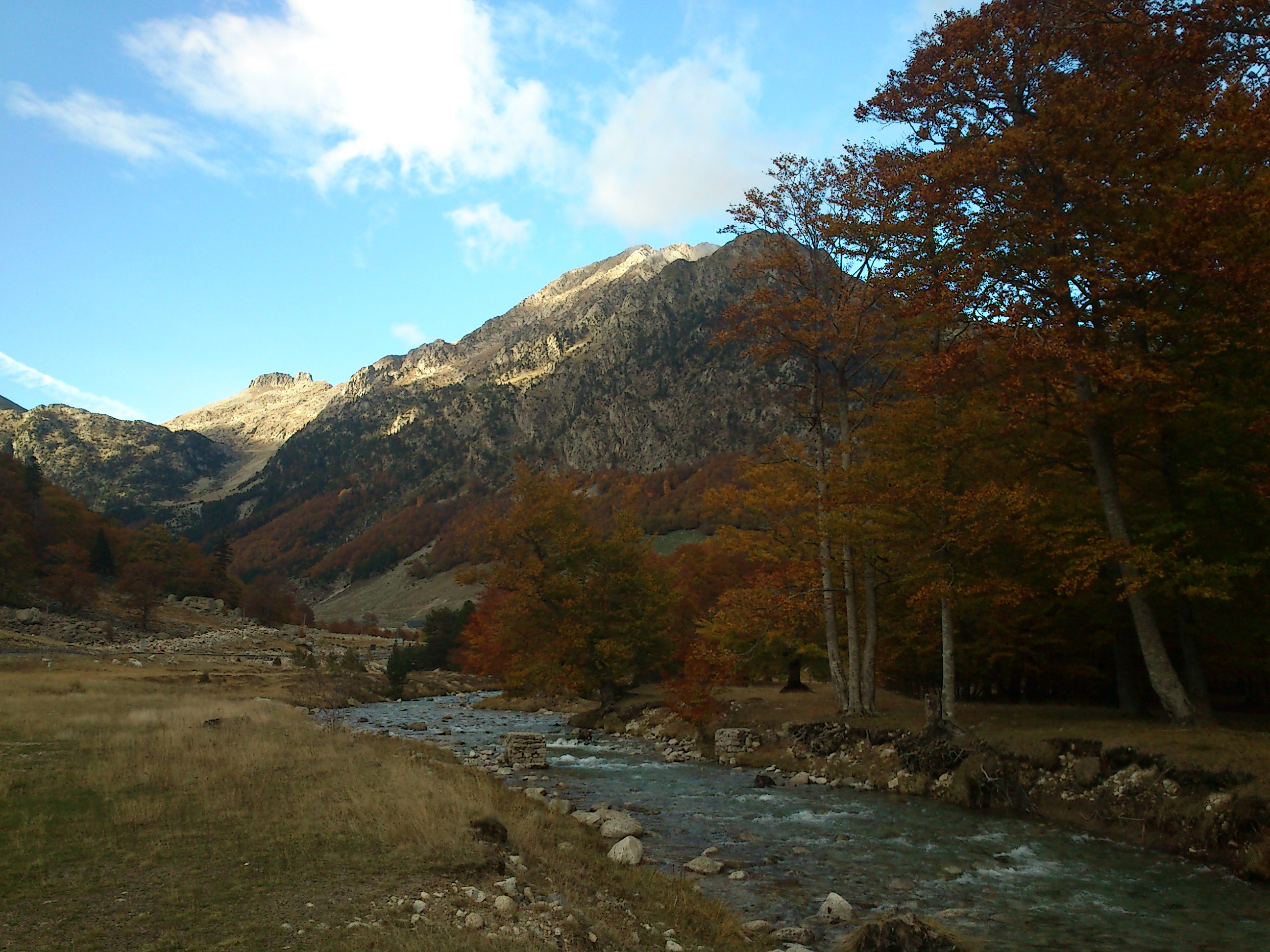
Horní tok při ústí spodní části údolí Molières
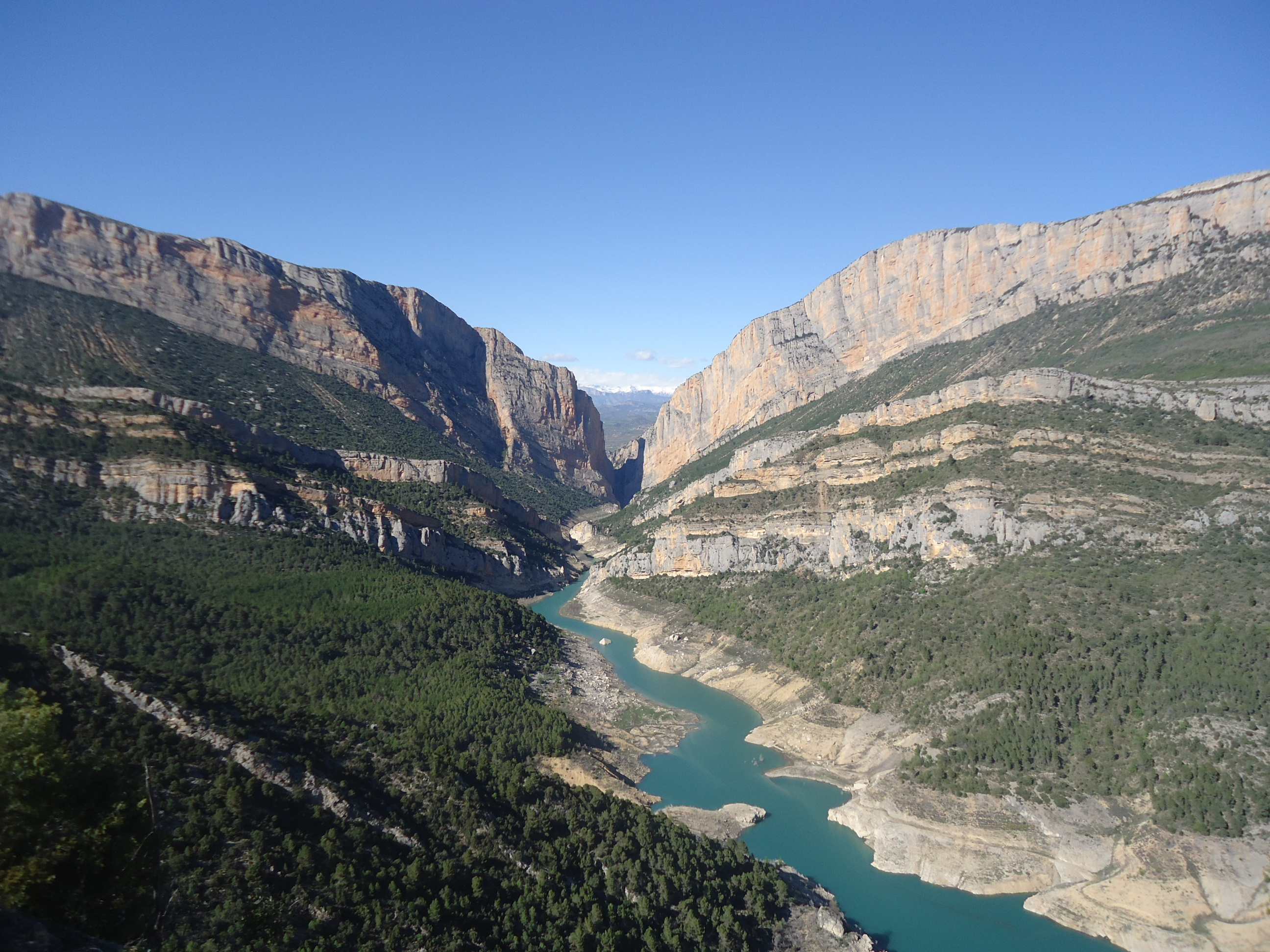
Soutěska prořezaná Noguerou Ribagorçanou v pohoří Montsec
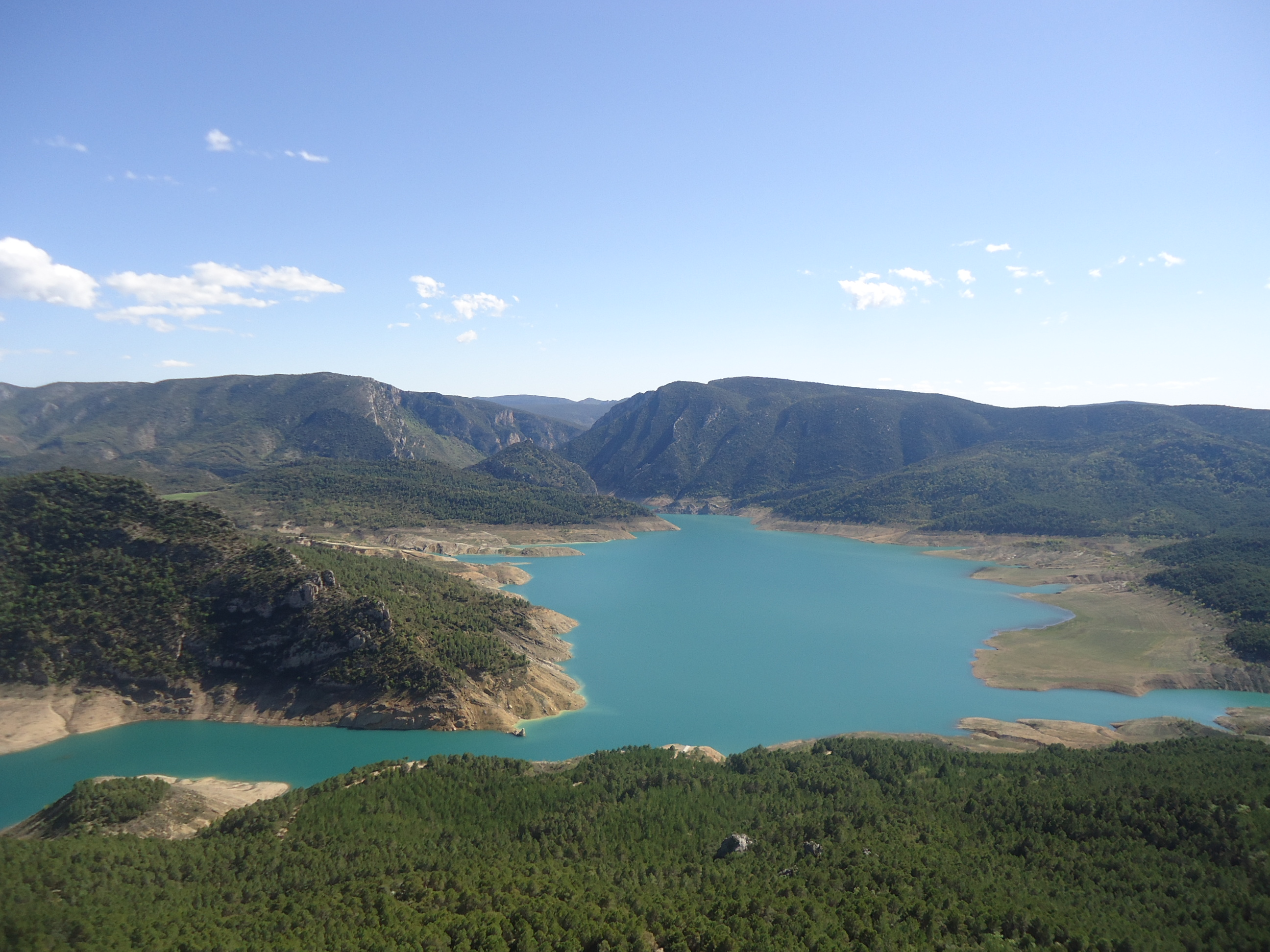
Přehradní jezero Canelles